# Psilaster herwigi
Psilaster herwigi is een kamster uit de familie Astropectinidae.
De wetenschappelijke naam van de soort werd, als Bathybiaster herwigi, in 1972 gepubliceerd door Bernasconi.